# روبرت آي. سوتون
روبرت آي. سوتون (بالإنجليزية: Robert I. Sutton)‏ هو أستاذ جامعي أمريكي، ولد في 1954 في شيكاغو في الولايات المتحدة.